# Caramelldansen
Caramelldansen is het eerste nummer van het album Supergott dat in 2001 werd uitgebracht door de Zweedse groep Caramell. Het is ook een populair internetfenomeen dat in de tweede helft van 2006 begon. 

## Geschiedenis
Eind 2005 werd een versnelde versie van het nummer door een DJ genaamd Speedycake op 4chan gepost. Volgens een interview met Ruakuu zei Speedycake dat de versnelling voortkwam uit een mixfout tijdens de overgang van het nummer "Caramelldansen" naar een snellere BPM, en dat het uiteindelijk "piepend en hoog" werd, maar dat mensen er toch om vroegen. In hetzelfde jaar werd het refreingedeelte gecombineerd met de animatieloop en op 4chan geplaatst door een "Sven uit Zweden".
Naarmate de video- en songclip aan populariteit wonnen, werd het een meme. Artiesten en fans begonnen de animatie te kopiëren en andere personages op te nemen die de dans uitvoerden. De bloei begon eind 2007 in Japan (bekend als de "Uma uma Boom"), waar een explosie van verschillende Caramelldansen-iteraties verscheen op de Japanse videodeelsite Nico Nico Douga. De meme verspreidde zich kort daarna naar YouTube en werd een wereldwijd fenomeen.

## In de populaire kultuur
In de animatieserie Phineas & Ferb, wordt de dans uitgevoerd door Stacy's neven in Japan, maar op andere muziek. In een tv-commercial voor Gamania's Lucent Heart-videogame doet het stel de dans terwijl het nummer op de achtergrond speelt